# هوندا سی‌بی۴۰۰اف
هوندا سی‌بی۴۰۰اف (به انگلیسی: Honda CB400F) موتورسیکلتی است که توسط کمپانی هوندا از سال ۱۹۷۵ تا ۱۹۷۷ تولید شد. این موتور برای اولین بار در نمایشگاه موتور سیکلت کلن، آلمان در سال ۱۹۷۴ ظاهر شد و در سال ۱۹۷۸ از محدوده هوندا حذف شد. این یک موتور چهارسیلندر خطی ۴۰۸ سی‌سی (۲۴٫۹ مکعب اینچ) با هواخنک و دو سوپاپ در هر سیلندر داشت که توسط یک میل بادامک بالای زنجیر هدایت می‌شد. سوخت رسانی توسط چهار کاربراتور ۲۰ میلی‌متری کیهین تأمین می‌شد. سی‌بی۴۰۰اف معمولاً با نام هوندا ۴۰۰فور شناخته می‌شود.

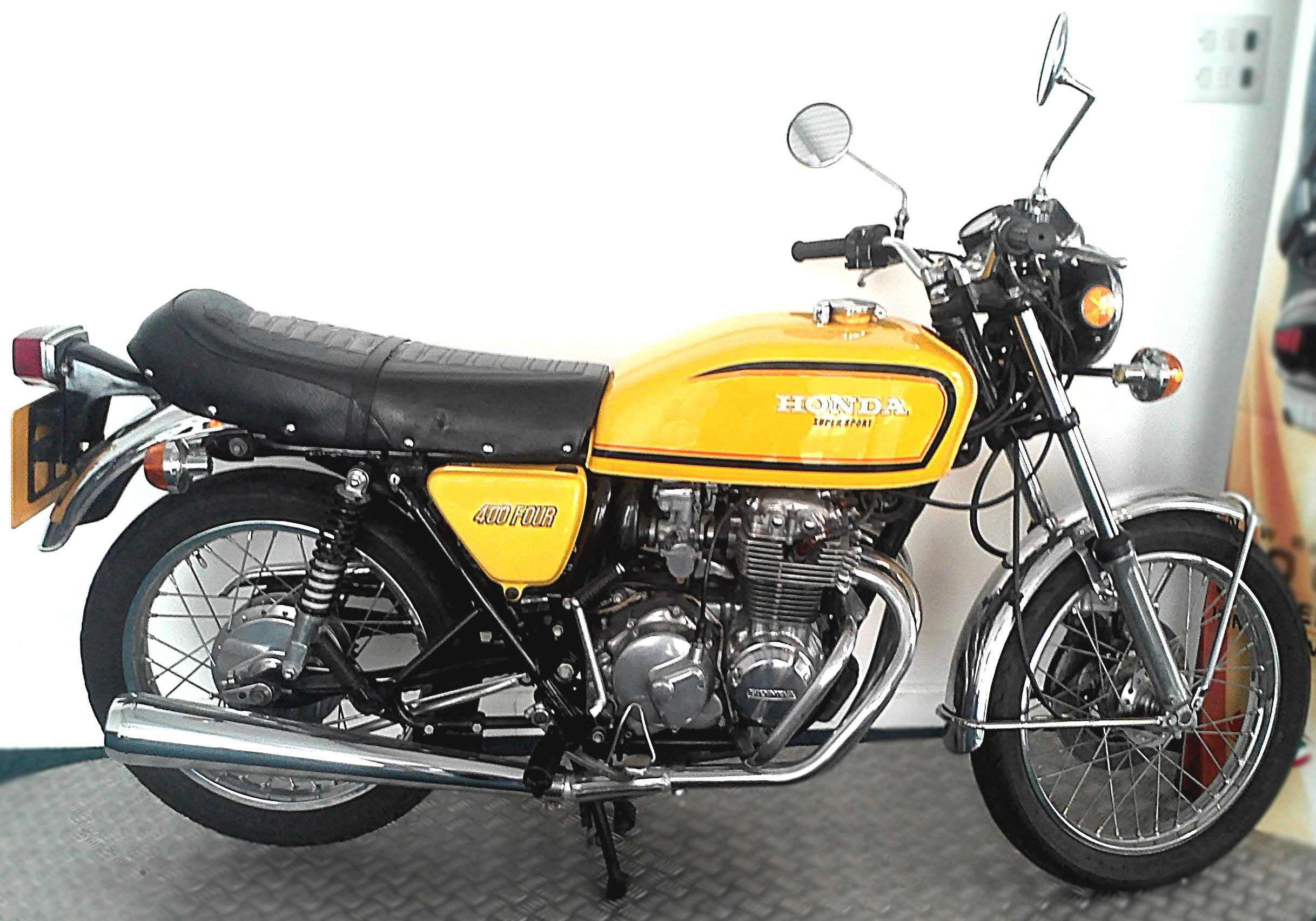
سی‌بی۴۰۰ اف۲

## زمینه
هوندا پس از معرفی موتورسیکلت چهارسیلندر سی‌بی۷۵۰ در سال ۱۹۶۹، هوندا با مجموعه ای از مدل‌های چهار سیلندر با ظرفیت کوچکتر همراه شد. سی‌بی۵۰۰ فور در سال ۱۹۷۱ و هوندا سی‌بی۳۵۰اف در سال 1972. CB350F به مدت دو سال در دسترس بود تا اینکه هوندا مدل CB400F را معرفی کرد. در بیشتر موارد، CB400F به سادگی یک نسخه ارتقا یافته از مدل ۳۵۰اف از سال قبل بود.

## بازخوردها
سی‌بی۴۰۰اف با استقبال خوبی از سوی مطبوعات و بازبینان خودرو مواجه شد. آنها تمرکز مجدد آن را نسبت به مدل قبلی 350F ستودند و خطوط تمیز و ظاهر اسپرت کافه‌ای مسابقه‌ای را ترجیح دادند. با این حال، در آمریکا، CB400F موفقیتی در فروش نداشت.

## عملکرد
این موتورسیکلت با توان خروجی ۳۷ اسب بخار (۲۸ کیلووات) در ۸٫۵۰۰ دور در دقیقه و ۲۴ پوند فوت (۳۳ نیوتن متر) در ۷۵۰۰ دور در دقیقه تولید کرد. مجله Bike زمان ۰ تا ۱/۴ مایل (۰ تا ۴۰۰ متر) را ۱۴٫۶۸ ثانیه گزارش کرد. در طی همان آزمایش جاده، آنها حداکثر سرعت ۱۰۳٫۸۰ مایل در ساعت (۱۶۷٫۰۵ کیلومتر در ساعت) مستعد و ۹۳٫۵ مایل در ساعت (۱۵۰٫۵ کیلومتر در ساعت) در حالت نرمال را ثبت کردند.

## مسابقه
این موتورسیکلت تا حدودی موفق در مسابقات باشگاهی یا خصوصی بود. کاز یوشیما، کارمند سابق بخش تحقیق و توسعه هوندا در ژاپن، ۶۵ نسخه مسابقه‌ای ۴۹۲ سی‌سی (۳۰٫۰ مکعب مکعب) با قابلیت ۱۳٫۵۰۰ دور در دقیقه و تولید تخمینی ۶۰ اسب بخار (۴۵ کیلووات) را ساخت.

## میراث
هوندا حدود ۱۰۵٫۰۰۰ دستگاه CB400F را فروخت. CB400F توسط هوندا CB400T دوسیلندر جایگزین شد. تا اینکه در سال ۱۹۸۳ هوندا مدل چهارسیلندر ۴۰۰ سی‌سی دیگر را معرفی کرد که کاملاً جدید بود.